# Brachyscome neo-caledonica
Brachyscome neo-caledonica là một loài thực vật có hoa trong họ Cúc. Loài này được Guillaumin mô tả khoa học đầu tiên năm 1937.